# Йерна
 Тази статия е за града в община Сьодертеле.  За града в община Вансбру вижте Дала-Йерна.  
Йерна (на шведски: Järna) е град в лен Стокхолм, източната част на централна Швеция, община Сьодертеле. Намира се на около 50 km на югозапад от централната част на столицата Стокхолм и на 11 km на югозапад от общинския център Сьодертеле. Има жп гара. Населението на града е 7268 жители, по приблизителна оценка от декември 2017 г.